# Resolutie 1094 Veiligheidsraad Verenigde Naties
Resolutie 1094 van de Veiligheidsraad van de Verenigde Naties werd unaniem aangenomen door de VN-Veiligheidsraad op 20 januari 1997.

## Achtergrond
Guatemala was al decennialang onstabiel toen het in de jaren 1970 in een burgeroorlog afzakte. Die kwam pas in 1996 ten einde met de ondertekening van het Akkoord van vaste en duurzame vrede.

## Inhoud

### Waarnemingen
Het vredesproces in Guatemala werd al sinds 1994 in de gaten gehouden. In een akkoord vroegen dat land en de Guatemalteekse Nationale Revolutionaire Eenheid (URNG) de VN om de vredesakkoorden te verifiëren. De VN-Missie voor de Verificatie van de Mensenrechten en Naleving van het Omvangrijk Akkoord voor de Mensenrechten in Guatemala (MINUGUA) stelde dat hiervoor ook militair VN-personeel nodig was.

### Handelingen
De Veiligheidsraad:
1. Besloot voor 3 maanden de koppeling van 155 militaire waarnemers aan MINUGUA te autoriseren voor de verificatie van het staakt-het-vuren.
2. Riep beide partijen op de akkoorden na te leven en mee te werken met de verificatie van het staakt-het-vuren, scheiding van troepen, ontwapening en demobilisatie van URNG.
3. Vroeg de internationale gemeenschap het vredesproces te blijven steunen.
4. Vroeg de Secretaris-Generaal op de hoogte te worden gehouden en aan het einde van de waarnemingsmissie te rapporteren.

## Verwante resoluties
- Resolutie 920 Veiligheidsraad Verenigde Naties (1994)
- Resolutie 991 Veiligheidsraad Verenigde Naties (1994)

Lijst ·  1093 ·  1094 ·  1095 ·  1096 ·  1097 ·  1098 ·  1099 ·  1100 ·  1101 ·  1102 ·  1103 ·  1104 ·  1105 ·  1106 ·  1107 ·  1108 ·  1109 ·  1110 ·  1111 ·  1112 ·  1113 ·  1114 ·  1115 ·  1116 ·  1117 ·  1118 ·  1119 ·  1120 ·  1121 ·  1122 ·  1123 ·  1124 ·  1125 ·  1126 ·  1127 ·  1128 ·  1129 ·  1130 ·  1131 ·  1132 ·  1133 ·  1134 ·  1135 ·  1136 ·  1137 ·  1138 ·  1139 ·  1140 ·  1141 ·  1142 ·  1143 ·  1144 ·  1145 ·  1146